# Sina Annandale
Sina Annandale, née Sinagogo Hope Nelson le 19 novembre 1916 et morte le 1er octobre 1995, est une femme politique samoane.

## Biographie
Sina Nelson est la sixième des sept enfants d'Olaf Nelson, figure dirigeante du Mau, le mouvement anticolonial samoan des années 1920 et 1930 qui s'oppose au gouvernement colonial néo-zélandais dans ce qui est alors le Territoire sous tutelle des Samoa occidentales,. Sa mère, l'épouse d'Olaf Nelson, est Rosabel Edith Moors, fille d'un entrepreneur dans l'industrie du cacao et ami de Robert Louis Stevenson,. Avec deux de ses sœurs, Sina Nelson accompagne son père lorsqu'il est exilé par les autorités coloniales en 1934, et lorsqu'il revient aux Samoa en 1936 grâce au nouveau gouvernement travailliste de Michael Savage en 1936.
En novembre 1938, elle épouse Edward Annandale, petit-fils du chirurgien écossais Thomas Annandale (en) et qui devient le directeur général de l'entreprise de copra de son père,. Les Samoa accèdent à l'indépendance en 1962, et Sina Annandale est élue députée à l'Assemblée législative des Samoa aux élections de 1976 - sans étiquette, car il n'existe pas encore de partis politiques. Elle est, avec Sam Saili, l'une des deux élus de la circonscription nationale réservée aux quelque 1 700 citoyens samoans d'ascendance non-autochtone. Sa première allocation à l'Assemblée est louée par la presse pour la clarté et l'honnêteté de ses reproches envers la politique agricole du gouvernement. Pour autant, elle ne brigue pas de second mandat, ne se représentant pas aux élections de 1979.
Sina Annandale et son époux ont cinq enfants dont notamment Viopapa Annandale-Atherton (en), chirurgienne engagée en santé publique aux Samoa. Son neveu Tupua Tamasese Tufuga Efi, fils de sa sœur aînée Irene Nelson, est le chef d'État des Samoa de 2007 à 2017. Un autre de ses neveux, Telefoni Retzlaff, fils de sa sœur aînée Joyce « Billie » Nelson, est le vice-Premier ministre des Samoa de 2001 à 2010.